# Brea (resina)

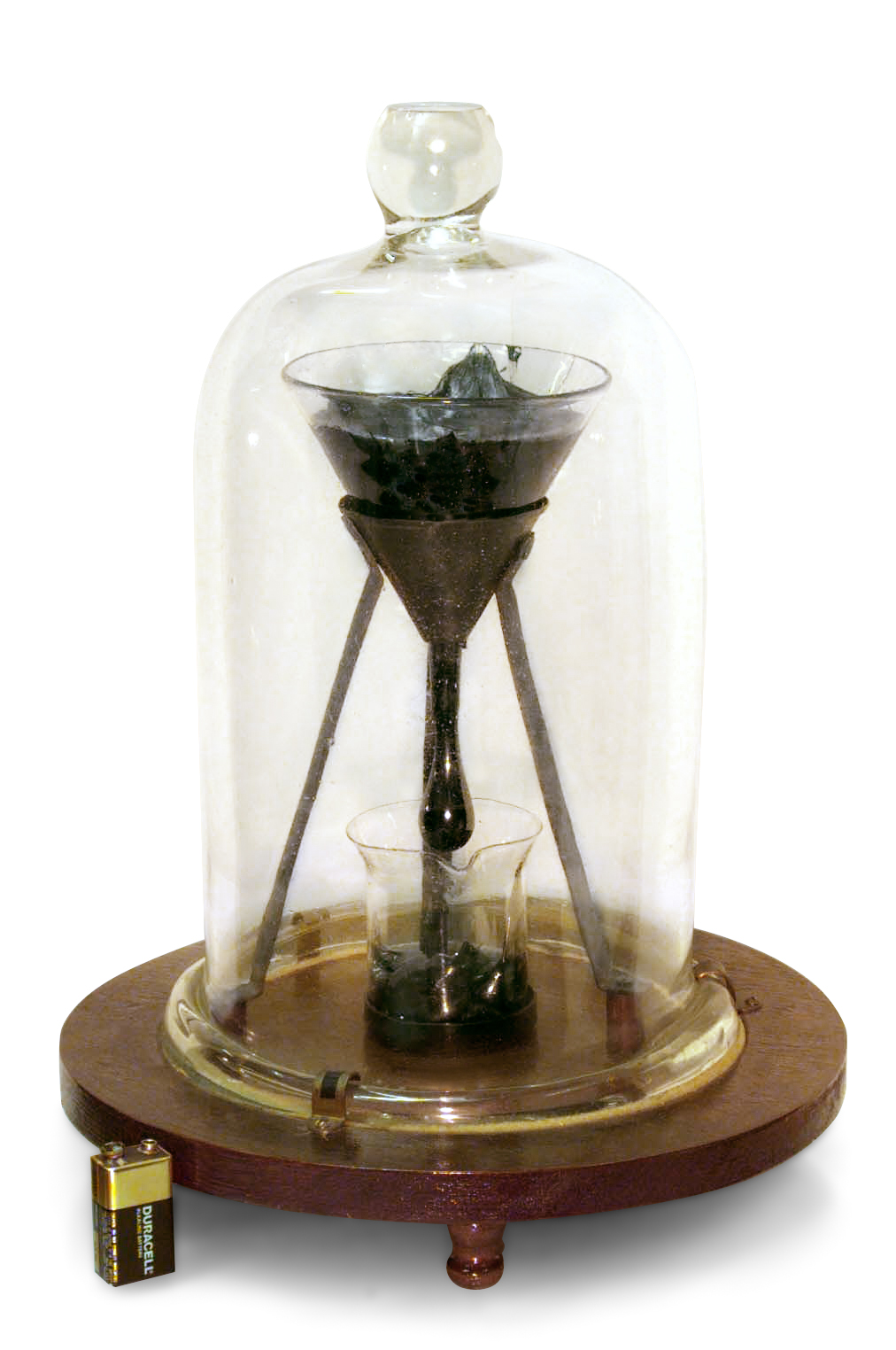
Experiment de brea iniciat l'any 1930 a la Universitat de Quensland amb una viscositat 230 mil milions de vegades superior a la de l'aigua

La brea, en anglès: pitch, és el nom d'un gran nombre de polímers sòlids i viscoelàstics. La brea pot ser natural o fabricada derivada del petroli, del quitrà d'hulla o de plantes. Pot ser també la pega grega.
Tradicionalment es feia servir per ajudar el calafatament de les fustes dels vaixells. També se l'utilitzava per impermeabilitzar contenidors de fusta i per a fer torxes. La brea derivada del petroli és de color negre.

## Propietats viscoelàstiques
L'asfalt natural, un tipus de brea, és un polímer viscoelàstic cosa que fa que flueixi molt lentament. El Premi Nobel Ernest Walton va fer experiments amb la brea a Irlanda l'any 1944.
Les propietats viscoelàstiques de la brea són útils per al poliment de lents òptiques de gran qualitat i el dels miralls.

## Producció
El gran potencial de la brea en l'antiguitat passa pel seu ús medicinal, cosmètic, impermeabilizador per a àmfores, enduriment de l'espart, additiu per a vins o aïllant per a vaixells.
L'escalfament de la fusta per destil·lació seca produeix brea i carbó vegetal. La brea de l'escorça de bedoll es fa servir per produir quitrà de bedoll, que és particularment fi. La brea per a impermeabilitzar galledes de fusta o petites barques estava feta a partir de fusta de pi.
En el jaciment de la Illeta dels Banyets al Campello (Alacant), s'ha documentat un forn d'època ibèrica per a producció de brea partir de la destil·lació de pi blanc. En aquest forn «es col·locaven verticals les arrels dels pins, s'encenia el foc i es deixava durant dos dies en una espècie de cocció reductora»
El Museu de Prehistòria de València compta amb les restes d'un atuell localitzat en un derelicte romà localitzat front a la localitat d'El Saler, on es poden apreciar restes de brea molt probablement destinades a treballs de reparació de la pròpia nau.